# Meliosma youngii
Espèce
Statut de conservation UICN

 VU D2 : Vulnérable
Meliosma youngii est une espèce de plantes de la famille des Sabiaceae.

## Publication originale
- Novon 2(2): 157. 1992.